# Formicola
Formicola ist eine italienische Gemeinde (comune) mit 1459 Einwohnern (Stand 31. Dezember 2023) in der Provinz Caserta in Kampanien. Sie ist Bestandteil der Comunità Montana Monte Maggiore. Die Gemeinde liegt etwa 17 Kilometer nordnordwestlich von Caserta an den Monti Trebulani.